# Девочка со спичками (фильм)
«Де́вочка со спи́чками» (фр. La petite marchande d'allumettes; дословно — «Маленькая торговка спичками») — французский немой фильм Жана Ренуара, снятый в 1928 году. Драма, поставленная в стиле близком к стилистике французского кинематографического авангарда, была снята на основе одноимённой рождественской сказки датского писателя Ханса Христиана Андерсена. Является последним фильмом Ренуара, где снялась его первая жена — Катрин Гесслинг.
Съёмки проходили в конце лета и осенью 1928 года на переоборудованном в кинопавильон чердаке театра «Старая голубятня», ориентирующегося на показ авангардных фильмов, директором которого был Жан Тедеско. Наряду с Ренуаром он стал автором сценария и режиссёром фильма, снятого на панхроматическую плёнку. Причастные к постановке, многие из которых были близкими друзьями Ренуара, сами создали декорации, макеты, костюмы, многие новаторские приспособления. Ренуар лично занимался монтажом и, по легенде, проявлял плёнку в баке.
31 марта 1928 года фильм был показан в Женеве, а с начала июня 1928 года демонстрировался в театре «Старая голубятня». Его полноценному прокату воспрепятствовал судебный иск по обвинению авторов сценария в плагиате. В феврале 1930 года, после того как юридический процесс был закончен, фильм вышел на экраны в обновлённой версии с музыкой из произведений композиторов-классиков, но в связи с распространением звукового кино успеха не имел.

## Сюжет
Экранизация сентиментального рассказа Ханса Христиана Андерсена «Девочка со спичками» (1845). Фильму предпослано предуведомление о том, что события происходят «в канун Нового года в некоем северном городке». Карен, маленькая девочка-нищенка в лохмотьях, не сумев продать спешащим по своим делам прохожим ни одной спички, не видит возможности вернуться в свою хибарку. Она пытается согреться зажигая спички, потом засыпает под забором, присыпанная снегом, и ей снится фантастический сон. В сказке Андерсена она видит последовательную серию снов, каждый из которых соответствует состоянию ребёнка, который постепенно замерзает и умирает от холода, а в фильме Ренуара девочка во сне оказывается в магазине игрушек, которые оживают и напоминают ей прохожих, которым она безуспешно предлагала купить у неё спички. Она уменьшается в размерах и оказывается в царстве счастья и света. Среди кукол её внимание привлекает красавец-офицер, возглавляющий деревянных солдатиков. Ей также встречается полицейский, который выскакивает из коробки в образе «всадника смерти». Девочка с лейтенантом пытаются скрыться, скача по облакам, но Смерть их догоняет. Фильм заканчивается, когда сон Карен обрывается, так как девочка умерла, и на последних кадрах мы видим прохожих, склонившихся над замёрзшим безжизненным телом.

## Над фильмом работали
Актёрский состав:
| Катрин Гесслинг         | Карен, маленькая продавщица спичек |
| Мануэль Рааби           | полицейский и всадник смерти       |
| Жан Шторм               | молодой богач и всадник            |
| Эми Уэллс [Эми Тедеско] | механическая кукла                 |

Съёмочная группа:
| Роль                 | Имя                     |
| -------------------- | ----------------------- |
| Режиссёры            | Жан Ренуар, Жан Тедеско |
| Продюсеры            | Жан Ренуар, Жан Тедеско |
| Автор сценария       | Жан Ренуар              |
| Оператор             | Жан Башле               |
| Художник             | Эрик Аэ                 |
| Монтажёр             | Жан Ренуар              |
| Ассистенты режиссёра | Клод Эйман, Симон Амиге |

## Создание

### Предыстория
После съёмок своего первого самостоятельного фильма «Дочь воды», вышедшего на экраны в 1925 году, Жан Ренуар случайно встретил в парижском квартале Монпарнас своего хорошего знакомого Жана Тедеско. Он перестроил театр «Старая голубятня» (Théâtre du Vieux-Colombier) в небольшой кинозал, где демонстрировались близкие к киноавангарду фильмы и встречались любители «истинного» (по выражению Ренуара) кино. Этот зал был открыт 14 ноября 1924 года, а к 1930-му году их стало уже восемь. Тедеско предложил начинающему режиссёру прийти на один из сеансов и посмотреть сборник отрывков из ряда фильмов, в который был включён эпизод сна из «Дочери воды». В нём в главной роли снялась первая жена Ренуара — Катрин Гесслинг. Драма не имела успеха, Ренуар подумывал забросить в связи с этим кинематограф и даже открыл художественную лавку для получения стабильного дохода. Узнав, что часть материала показывают без его ведома, Жан сначала возмутился, но позже по своему обыкновению успокоился и всё-таки принял приглашение.

В день встречи с Тедеско супруги пришли на показ в «Старую голубятню», где посмотрели эпизод озаглавленный как «Фрагменты из „Дочери воды“». В связи с неудачами на поприще кино, они были поражены тёплому приёму, с которым была воспринята их работа. Тедеско посадил их посреди зала и публика тепло их приветствовала. «Катрин узнали, и овация возобновилась громче прежнего. В едином порыве весь зал встал. Нет, разумеется, мы никогда не бросим кино!», — спустя много лет вспоминал Ренуар. После такого успеха он воодушевился и решил снять экранизацию романа Эмиля Золя «Нана» (1883), причём на этот раз рассчитывал на коммерческий успех. Несмотря на положительный приём у критики и публики во Франции, значительная финансовая неудача этого крупнобюджетного фильма, который Ренуар лично частично финансировал, заставила его на некоторое время перейти к постановкам, ориентированным на зрительский успех. Позже он говорил о своих дозвуковых картинах, что создал только один фильм — «Нана», а «остальное это спорт и коммерция». После «Нана» он снял «фантастический этюд» в духе картин Жоржа Мельеса — «Чарльстон» (1927), мелодраму «Маркитта» (1927), комедию («солдатский водевиль») «Лодырь» (1928).
После этих коммерческих постановок Ренуар решил экранизировать рождественскую сказку датского прозаика Ханса Христиана Андерсена «Девочка со спичками» (1846) — одного из любимых своих писателей. Эта сказка рассматривается исследователями как история, в которой в завуалированной форме представлена критика существующих социальных порядков. Она повествует о девочке замёрзшей на улице, когда все люди радостно празднуют Новый год. Источником вдохновения послужило письмо издателя альманаха «Данск Фолькекалендер», попросившего великого сказочника написать историю на основе одной из трёх иллюстраций, которые он послал Андерсену. Писателю понравилась гравюра художника-романтика Йохана Томаса Лундбю, часто обращавшегося в своём творчестве к теме детства. В отличие от многих историй, публиковавшихся в то время в популярных журналах, у Андерсена получилась не сентиментальная история, а суровый, сдержанный рассказ о гибели девочки. По наблюдению датского андерсеноведа Бо Грёнбека, эта одна из лучших сказок писателя, она отмечена «печатью гения». «Здесь только сообщаются факты: неудачные попытки продать спички, печальные обстоятельства родителей, усталые видения, смерть. Заключительные слова сказки не выражают сочувствия; они лишь сообщают, что подумали люди, увидев маленькое тельце, причём подумали неверно», — характеризовал её биограф.

### Съёмки
Остановив свой выбор на Андерсене, Ренуар и Тедеско стали строить большие кинематографические планы, надеясь, что благодаря такому проекту смогут снимать значительные в художественном отношении фильмы. Они рассчитывали, что «высвободившись из материальных пут, будем вольны творить по своему разумению и даже радовались тому, что скудность наших средств окажется для нас сильнейшим из стимулов…», — вспоминал Ренуар. Для съёмок Тедеско предложил приспособить чердак «Старой голубятни». Сценарий фильма, написанный при его участии, был зарегистрирован в Обществе авторов фильмов 22 февраля 1927 года. Короткий рассказ про трагическую смерть девочки-нищенки, был дополнен некоторыми мотивами из другой известной сказки Андерсена — «Стойкий оловянный солдатик» (1838).
Съёмки проходили в конце лета и осенью 1927 года на переоборудованном в кинопавильон чердаке театра. Печальную новогоднюю историю решено было снимать на панхроматическую плёнку, в отличие от ортохроматической, значительно лучше передающей некоторые оттенки. Вторая в то время в основном применялась в павильонах, в то время как панхроматическая использовалась для съёмок экстерьеров и могла запечатлеть большее количество оттенков цветов, путём различной степени насыщенности серого цвета. Такое разделение было вызвано тем, что студийное осветительное оборудование было крайне несовершенно, что приводило к ограничениям по использованию панхроматической плёнки в студии, но съёмки на неё при солнечном свете имели ряд колористических преимуществ. Киновед Паскаль Мерижо высказал предположение, что Ренуара надоумил попробовать снимать на панхроматическую плёнку в студии его друг и продюсер Пьер Бронберже, заявивший, что это уже имело место в Голливуде. Эту идею поддержали Тедеско, и друг режиссёра Рэйли — его технический советник в нескольких предыдущих фильмах. Кроме того, за эту идею ухватился и оператор Жан Башле. Ренуар писал в своей книге «Моя жизнь и мои фильмы», что реализация такой идеи «была довольно проста»: «Опыты доказали нам, что панхроматическая плёнка чувствительна к свету обычных электрических лампочек с несколько повышенным напряжением; дело заключалось в том, чтобы правильно эти лампочки „питать“». По воспоминаниям режиссёра, многое из оборудования пришлось делать самостоятельно. Декорации общих планов были устроены прямо на сцене «Старой голубятни». «Мы сами смастерили рефлектор из жести и соответствующие реостаты», — писал Ренуар. Лампы-отражатели были созданы из жести от бисквитных коробок, после чего осветительные приборы были закреплены на стойках. Про удачные опыты Ренуара узнали его коллеги и ещё около года самодельная аппаратура сдавалась напрокат более крупным студиям. В 1967 году в интервью для Французского радио и телевидения он сказал, что считает себя почти «первооткрывателем» в области студийного освещения для съёмок на панхроматическую плёнку и по его пути пошло дальнейшее развитие кинематографа.
Фильм снимался на несколько камер, применялась специально оборудованная операторская тележка. Прежде всего режиссёр, по его словам, стремился передать человеческие эмоции, которые ставил выше декораций, только отвлекающих внимание. Для этого при съёмках акцентировалось внимание на лицах и силуэтах актёров, зачастую показанных на общем фоне без реквизита. Вместе с тем современные исследователи подчёркивали, что это не совсем соответствует действительности, указывая на целый ряд оригинальных визуальных решений. Ренуар применил на съёмках подход, основанный на использовании миниатюрных декораций с зеркалами, чем в то время сильно увлекался. С зеркал снимался верхний блестящий слой поверхности, а исполнители должны были находиться в точно определённых местах, соответствующих убранному слою амальгамы: «Сквозь эти дыры актёры в натуральную величину двигались в миниатюрных декорациях, помещённых позади камеры и отражавшихся в поставленном перед ней зеркале». Такое техническое решение позволяло сэкономить на декорациях и освещении, за счёт более близкого размещения к исполнителям осветительной аппаратуры.
Ренуар очень гордился экспериментами и изобретениями, проведёнными и созданными в процессе съёмок. В частности, это касалось освещения, основанного на использовании электролампочек со слегка увеличенным напряжением. «Эти лампочки мы устанавливали по одной или по нескольку штук либо в коробках из блестящего листового железа, либо перед поверхностями, окрашенными в белый цвет и поэтому имевшими меньшую отражательную способность, либо перед зеркалами прожекторов поодиночке и группами — точно так же, как это повсюду делается теперь. Везде мы сохранили несколько дуг, дающих возможность накладывать крупными штрихами тени на лица и на декорации», — позже отмечал он. Электричество поступало от динамо-машины, созданной на основе двигателя автомобиля Farman (ранее попавшего в дорожную аварию), причём вода, которая его охлаждала, поступала из крана. Проявка киноплёнки происходила на кухне Рэйли, создавшего для этого деревянные ёмкости и рамы. После окончания съёмок Ренуар лично занимался монтажом и, по легенде, даже проявлял плёнку в баке. После обретения Ренуаром статуса крупнейшего французского режиссёра, этот бак был выставлен в 1972 году на всеобщее обозрение во Французской синематеке.
В 1928 году с Ренуаром и его драмой познакомились советские режиссёры Леонид Трауберг и Григорий Козинцев. В то время для них французский коллега был прежде всего сын великого Огюста Ренуара и начинающий кинематографист, у которого они тогда не разглядели выдающиеся кинематографические способности. Относительно «Девочки со спичками» в статье-некрологе «Памяти Жана Ренуара» в конце 1970-х годов Трауберг писал: «Мы с Козинцевым, „эксцентрики“ краса и гордость (вздохну!) отечественного „киноформализма“, были сильно озадачены. Больше всего поразил нас кадр, снятый через рогожку, — не видать было ничего. Ренуар, добродушно улыбаясь, объяснил, что „искал фактуру“».
В литературе отмечается, что проблемы с созданием не только этого, но и других фильмов, были вызваны противоречивым, непостоянным и непрактичным характером Ренуара, а также тем, что он совмещал в одном лице продюсера и режиссёра. Мерижо в качестве обоснования такой точки зрения приводил воспоминания Тедеско, относившиеся ко второй половине 1920-х годов: «Производство фильмов означает прежде всего, что надо тратить деньги на съёмки, затем продавать и договариваться о прокате. В том, что касается первой части этого процесса, продюсер Жан Ренуар прекрасно ладил с постановщиком Жаном Ренуаром. Но во второй части дела шли не так блестяще. Тут над продюсером брал верх человек богатый, „знатный сеньор“. С мечтательным видом пожёвывая зубочистку, Ренуар в разговорах с возможными покупателями или хозяевами кинозалов блуждал своими голубыми глазами где-то далеко и думал о следующем фильме».

## Приём и критика
31 марта 1928 года «Девочка со спичками» была показана в Женеве, что объясняется деловыми связями Тедеско в Швейцарии. 26 мая появилась рецензия в Journal des debats politiques et litteraires, автор которой писал, что фильм повествует о судьбе нищей девочки, не сумевшей продать прохожим свои спички. Замерзая, она борется со смертью, пытаясь согреться сжигая «остатки своего жалкого товара», при этом ей снится сон, который «приукрашен и похож на сказку». Критик отмечал наивность и сказочный характер истории, а также замечательную игру главной актрисы, которую в одном из «мастерски» поставленных эпизодов преследует Смерть:
Очень простыми средствами и, возможно, не потратив больших сумм, он создал настоящую феерию. Ради славы французского кино следует пожелать успеха такому произведению, которое ни у кого ничего не заимствует и приводит нас в восхищение своим изяществом. В фильме драматический сон сменяется трогательной развязкой.
С 1 июня 1928 года эксклюзивные права на прокат были переданы театру «Старая голубятня». После выхода на экран, критики воздали фильму по заслугам. Так, Ноль Рамен в статье для Cinea отмечал, что «если фильм подстёгивает порой нашу нервную систему, то лишь для того, чтобы извлечь из неё чувства». Рамен также останавливался на эффектном использовании панхроматической плёнки: «Это ново и пока ещё уникально в кинематографических анналах».

## Судебный процесс и повторный прокат
23 июня 1928 года парижский суд наложил арест на копии фильма, основываясь на иске Роземонды Жерар и Мориса Ростана, вдовы и сына писателя Эдмона Ростана, обвинивших Ренуара и Тедеско в плагиате. Они обосновали свои претензии тем, что сценарий (La petite marchande d’allumettes) написан под сильным влиянием их литературной сказки «Торговка спичками» (La marchande d’allumettes; 1914). В связи с этим они просили суд наложить арест на копии картины и выплатить 100 000 франков за причинённый ущерб. Авторы фильма не согласились с требованиями родственников Ростана и, в свою очередь, подали встречный иск, в котором требовали снять арест и выплатить им 100 000 франков за причинённый ущерб.
Известно, что «Торговка спичками» инициаторов процесса, является переработкой сказки Андерсена, на тот момент уже находившейся в общественном достоянии. По оценке Паскаля Мерижо, подобный иск является первым, если не в истории мирового, то, по крайней мере, французского кино точно.  При этом пресса поддерживала авторов фильма, критикуя действия истцов, которых уже несколько лет обвиняли в жадности, в частности, в отношении их претензий на авторство пьесы «Шантеклер» Ростана. 18 мая 1928 года газета La Semaine à Paris посвятила рассмотрению дела три страницы. Там же была опубликована статья Шарля де Сен-Сира, объявившего себя поклонником фильма, а также опровержение требований со стороны Ренуара.
21 октября 1928 года суд решил оставить в силе арест и постановил рассматривать иск в обычном порядке. 16 мая 1929 года представители суда, прокуратуры и адвокаты ознакомились с фильмом в зале «Старой голубятни». Это событие привлекло внимание прессы, а газета Le Figaro поместила отчёт об этом на первую страницу. Жорж Кларети, направленный редакцией для освещения просмотра фильма, в конце статьи писал: «Зрители пожимают друг другу руки, любезно беседуют несколько минут, а затем, зажав под мышкой портфели, возвращаются под дождём во Дворец правосудия, где пройдут прения и будет вынесено решение — на этот раз на свету, вдали от экрана и мрачных всадников, уносящих трупы за грозовые тучи». Решение суда было оглашено 21 июня 1929 года, согласно ему было признано, что драма «содержит явные заимствования», но «юридические признаки нарушения авторских прав отсутствуют». Претензии относительно ареста фильма были охарактеризованы «приёмом грубым и архаическим». На основании этого вердикта Ренуару и Тедеско были присуждены 15 000 франков возмещения убытков, а последний — в качестве директора театра сверх этой суммы получил ещё 5000 франков. Каждому из друзей также присудили ещё по одному франку для возмещения морального ущерба.
Считается, что именно задержка с выходом в прокат из-за тяжбы привела к неутешительным сборам. С такой точкой зрения был согласен Мерижо, а Ренуар по этому поводу заметил: «К сожалению, судебный процесс, довольно смехотворный, преградил дальнейший путь этому фильму и обрёк наше кустарное предприятие на провал». Создатели фильма с февраля 1930 года выпустили его в прокат в кинотеатре «Колизей», причём в виде обновлённой версии с использованием в качестве музыкального фона музыки из произведений Феликса Мендельсона и Иоганна Штрауса, а битву на небесах сопровождал вагнеровский «Полёт валькирий» из оперы «Валькирия» (1870). Однако задержка с выходом музыкального варианта фильма, но с интертитрами, уже после того как зрители привыкли к звуковому кино, привела к тому, что он не имел успеха у публики.

## Художественные особенности
Исследователи называют фильм Ренуара лучшей экранизацией сказки Андерсена. Его характеризуют как «феерию», «сказку», «фантастический балет». По словам французского киноведа Пьера Лепроона, «Девочка со спичками» представляет собой поэтический и изобретательно сделанный фильм, который впервые раскрыл во всем объёме большой режиссёрский талант Ренуара. Последний с удовольствием вспоминал о  драме следующее: «Картина получилась не хуже, чем другие, особенно удалась в ней феерия». В мемуарах «Моя жизнь и мои фильмы» он писал, что картина представляется ему «довольно удачной феерией», где его первая жена предстала «трогательной и прелестной». «Она исполняла роль героини Андерсена в стиле танцевального номера. Это была её мечта, и я счастлив, что помог актрисе осуществить её в этом фильме, последней работе, которую мы сняли вместе в 1928 году. Крупные планы этого фильма, отснятые с помощью нашего любительского оборудования, великолепны».
Историк кино Жорж Садуль назвал фильм «фантастическим балетом», «феерией» задуманной «Ренуаром в духе Андерсена, была, безусловно, лучшим эпизодом фильма, в котором Катрин Хесслинг выглядела слишком жеманной. Но это скрещение Мельеса с экспрессионистами принесло Ренуару меньше, чем сочетание Золя со Штрогеймом». Также, по словам Садуля, в постановке с большим количеством технических новинок ярко проявилась любовь Ренуара к искусству ремесленников, которая привела к созданию поэтической фантазии, столь близкой к его устремлениям. Несмотря на то, что он стремился к внедрению технических новинок, обновлению киноязыка, его трудно назвать авангардным режиссёром и отнести к числу таких новаторов как Жан Эпштейн и Абель Ганс. Однако уже в ранних работах прослеживается особая, только ему присущая авторская интонация, определившая его последующие искания. Базен также подчёркивал, что постановку лишь исторически можно отнести к авангардизму, так как в стилистическом отношении Ренуар и новаторские искания его современников совпадают лишь частично: «Точнее, „Маленькая продавщица спичек“ — вторжение ренуаровского реализма в темы и методы авангарда. Первоначало до сих пор длящегося лучезарного очарования этой маленькой ленты сегодня становится ясно: это реализм фантазии». Базен характеризовал особенности фильма Ренуара следующим образом:

Восторженное любопытство Ренуара к трюковым съёмкам; почти чувственное наслаждение, вызываемое в нём оригинальностью этих феерических картинок, — вот, в гораздо большей степени, чем сказка Андерсена, источник присущей фильму поэзии. В то время как обычно стараются хитроумно скрыть трюк, затушевать в расплывчатом изображении несовершенство макетов или грима, Ренуар, напротив, не колеблясь открывает нам — на крупном плане и в резком изображении — статиста под маской деревянного солдатика или актрису, играющую фарфоровых кукол. Чуть ли не саму разницу в масштабах предметов и саму иллюзию перспективы Ренуар рассматривает как материю изображения, осязаемую пространственность.
По наблюдению Жака Брюниуса, не разделявшего сентиментальности датского сказочника, картина в итоге получилась очень «художественной» — в негативном значении этого слова. Экранизация представляет собой завершение «периода Катрин», связанного с его женой и музой тех лет Катрин Гесслинг. В фильмах 1920-х годов представлен женский идеал Ренуара, который очень близок к героиням американской актрисы Мэй Мюррей у режиссёра Штрогейма: «Это образ женщины трогательной, — беззащитной, погибающей; она возникает в ореоле света, рассеянного дождём, снегом, туманом или весенними цветами. Таков этот персонаж многих фильмов Штрогейма, играет ли в них Мей Мюррей, Зазу Пите или Фен Рей. Нана, куртизанка из романа Золя, выглядит исключением в этом ряду, но, если взглянуть пристальнее, не окажется ли и она видоизменением того же символа женской слабости, которая, чтобы властвовать над мужчинами, должна унижать их, доводить до скотского состояния и искать защиту в их богатстве, а не в их силе и отваге?» Для французского кинематографа, как подчёркивал Садуль, такой подход не часто встречался, и обращение к таким образам видимо вызвано природной чувствительности режиссёра, который в этой области вступил в противоречие с устремлениями своего отца — великого импрессиониста Огюста Ренуара. По словам киноведа, последний являлся поклонником «плотных, розовых красоток, нагота которых не требует ничьей защиты». Таким образом, такое отношение к героиням стало оригинальной находкой режиссёра в фильме, который не взирая на «андерсеновские наивности» должен остаться в истории кино.
В то же время современные киноведы относятся более критически к ролям Гесслинг, сыгранным в лентах Ренуара. Среди недостатков её исполнения называют статичность, отсутствие актёрского обаяния, эмоционального воздействия на зрителя и даже необходимого кинематографического дарования. «Она не обладала подвижностью лица, отчего во всех фильмах носила одну и ту страдальческую маску, присущую образчикам допотопного синема. Обожающий жену Ренуар отказывался признать её хроническую нефотогеничность и снимал до тех пор, пока они не расстались в 1930 году», — заметил российский киновед Владислав Шувалов.
Советский киновед Георгий Авенариус находил, что фильм был насыщен фрейдистскими мотивами. Кроме того, как и в более ранних фильмах французского режиссёра («Дочь воды», «Катрина»), Авенариус заметил стремление противопоставить безрадостную действительность «вычурной фантастике сна». Польский историк кино Ежи Тёплиц назвал период, когда был снят фильм, началом индивидуального формирования «будущих столпов французского кино» — Ренуара и Жюльена Дювивье. Относительно первого он также заметил, что «…после ряда коммерческих, малоинтересных картин» Ренуар «напомнил французской публике, что он был автором таких фильмов, как „Дочь воды“, „Нана“ и „Маленькая продавщица спичек“». По оценке Паскаля Мерижо, эту работу режиссёра можно назвать своеобразным прощанием с тем кино, которым он занимался до того (за исключением «Нана»): «…создававшимся в условиях, близких к любительским, с единственным желанием поразвлечься и опробовать в действии различные хитроумные приспособления».
В середине 1950-х годов фильм был показан по французскому телевидению, в связи с чем теоретик кино Андре Базен высказался про его художественные особенности. В частности, он «открыл» для себя, что экранизация получилась удачной, что объяснил телевизионной картинкой, адекватно воспроизводящей визуальный замысел режиссёра: «В данном случае в „Маленькой продавщице спичек“ образ сведён к масштабам картинки станковой живописи, и телевизор восстанавливает его подлинные пропорции — пропорции полотна, созданного Огюстом Ренуаром, и в то же время помогает ощутить чисто живописную слаженность мизансцены». Также, по его наблюдению, «несоответствие между чувством и символикой вещей, а также между игрой Катрин Гесслинг и экспрессионизмом трюков стирается и исчезает: форма и вдохновение идеально сливаются воедино». Лепроон также размышлял о соотношении размеров экранов кинотеатров 1920-х годов и более современных, которые значительно увеличились. При этом телефильмы в 1950-е годы выпускались, словно они предназначены для огромных экранов кинотеатров. «Невольно возникает вопрос, не будет ли по мере растворения киноискусства в кинематографическом спектакле происходить обратное, — не благодаря ли телевидению и не для него ли сохранится или возродится язык кино, которому грозит полное исчезновение? Но для этого и сегодня, как вчера, потребуются такие люди, которые будут способны на свой страх и риск создавать на чердаке экспериментальные фильмы», — обеспокоено писал Лепроон.
Мерижо останавливался на новаторской, но в то же время, «кустарной» технике использованной авторами фильма. Прежде всего это касается освещения, эффекты которого производят впечатление даже спустя несколько десятилетий. Картинка «роскошна» и демонстрирует изобретательность членов съёмочной группы. Особенно Мерижо (как и ряд других критиков) выделял эпизод «небесной гонки», являющейся, по его словам, «прекрасной» страницей в истории фантастического кино. Свои выводы относительно фильма киновед резюмировал следующим образом: «Каждая из тех тридцати минут, что длится фильм, оставляет ощущение, что Ренуар отлично разбирается в своём деле: в конце 1920-х годов, когда он делает то, что действительно хочет, он способен создавать образы, которые не укладываются в привычные рамки и именно потому вызывают восхищение. „Девочка со спичками“ — это творение незабронзовевшего таланта и необузданного воображения, отсюда и ощущение некоторой незрелости, которое может возникнуть при просмотре».